# Miel para Oshún
Miel para Oshún és una pel·lícula dramàtica cubana estrenada en el 2001 i dirigida per Humberto Solás.

## Sinopsi
Roberto, jove cubà que va ser tret de Cuba il·legalment pel seu pare, quan tenia set anys, torna per primera vegada al seu país d'origen. El seu propòsit fonamental és el retrobament i confrontació amb la seva mare, qui ell creu que el va abandonar a la seva destinació. Aquest viatge es convertirà també en una decisiva trobada amb el seu país i la seva veritable identitat.

## Repartiment
- Adela Legrá
- Elvira Cervera
- José Antonio Espinosa
- Paula Alí
- Mercedes Arnáis
- María Esther Monteluz
- Gean Michael Fernández
- Rita Limonta
- Claudia Rojas
- Susana Alonso
- Saturnino García
- Gabino Diego

## Palmarès cinematogràfic
- Premi Especial del Jurat, XXIII Festival Internacional del Nou Cinema Llatinoamericà de l'Havana, Cuba, 2001.
- Premi Paoa al millor actor de repartiment, atorgat a Mario Limonta, XIII Festival Internacional de Cinema de Viña del Mar, Xile, 2001.
- Premi del Público, Festival de Cinema de Sevilla, Espanya, 2001.
- Nominada al Goya a la millor pel·lícula estrangera de parla hispana, 2002.[3]
- Gran Premi del Jurat, Festival de Cinema Independent de Washington, els Estats Units, 2002.
- Premi Ariel a la Millor Pel·lícula Iberoamericana, Mèxic, 2002.